# Riesenfaultier

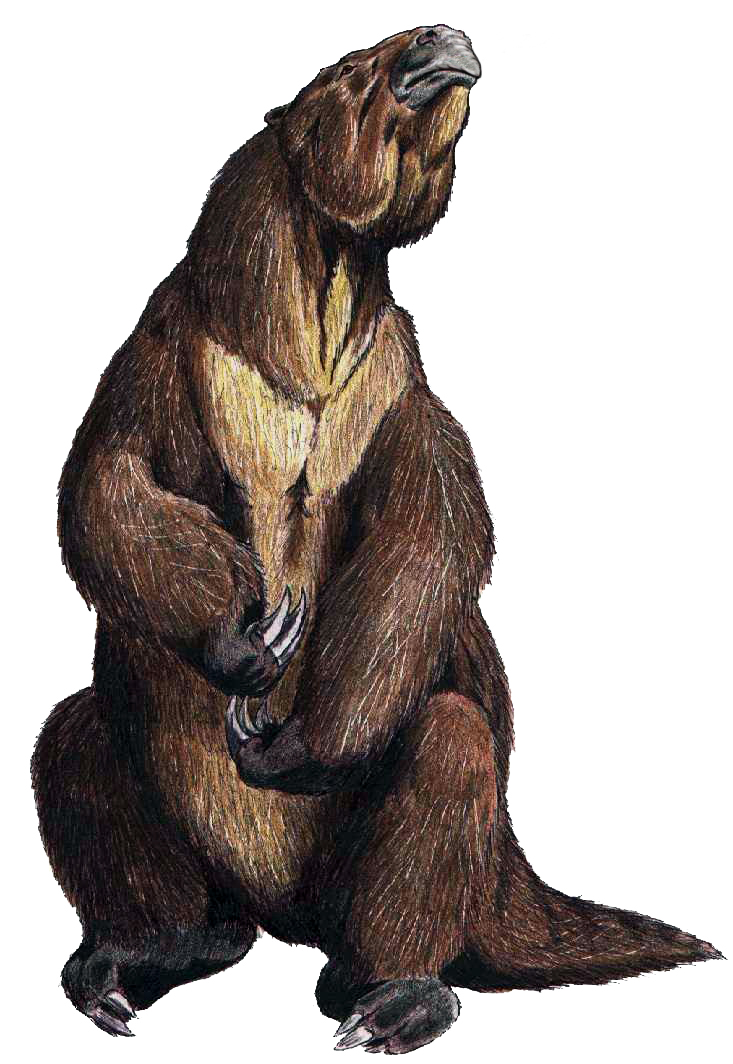
Megatherium

Als Riesenfaultiere werden eine Reihe ausgestorbener Faultierarten bezeichnet. Sie lebten auf dem amerikanischen Kontinent und erreichten zum Teil ein Gewicht von mehreren Tonnen, einige Arten sind erst am Ende des Pleistozäns ausgestorben. Riesenfaultiere lebten im Gegensatz zu heutigen Faultieren nicht in den Bäumen, sondern auf dem Boden.

## Ursachen des Aussterbens
Die letzten Riesenfaultiere verschwanden am Ende des Pleistozäns etwa gleichzeitig mit einem Klimawandel und dem erstmaligen Erscheinen des Menschen in Nordamerika. Es ist bis heute umstritten, ob die Paläoindianer, die Vorfahren der amerikanischen Ureinwohner, für das Verschwinden der Riesenfaultiere verantwortlich sind. Lange machte man den rasanten Klimawandel am Ende der letzten Kaltzeit dafür verantwortlich. Die Erwärmung verschob die Niederschlagszonen, die Gletscher schmolzen und der Meeresspiegel stieg. Einige Wissenschaftler vertreten die Theorie, dass sich viele Tierarten, darunter auch die Riesenfaultiere, nicht schnell genug an die neuen Umweltbedingungen anpassen konnten.
Gegen diese These steht jedoch, dass Riesenfaultiere über zwei Millionen Jahre lang viele Klimawandel, Warm- und Kaltzeiten überstanden. Zudem gehörten sie zu den wenigen südamerikanischen Arten, die bei der Entstehung der Landbrücke zwischen Nord- und Südamerika auf dem nordamerikanischen Kontinent Fuß fassen und sich weit ausbreiten konnten, was ebenfalls für ein ausgeprägtes Anpassungsvermögen spricht. Neuere Studien zeigen, dass kleinere Arten auf den karibischen Inseln Hispaniola und Kuba erst vor 5500 bis 4200 Jahren ausstarben.
Der Mensch besiedelte Amerika vor 10.000 bis 30.000 Jahren. Die letzten Riesenfaultiere verschwanden auf dem Festland vor rund 10.000 Jahren. Dies legt den Schluss nahe, dass die Tiere stark bejagt wurden. Sie konnten dem Menschen wahrscheinlich nicht viel entgegensetzen, da sie sich wie ihre heutigen Verwandten nur sehr langsam bewegten. Vermutlich war für das Aussterben der Riesenfaultiere eher der Mensch verantwortlich, weniger die Folgen des Klimawandels. Indianische Legenden berichten vom Mapinguari, einem Fabelwesen, das dem Riesenfaultier sehr ähnlich ist.

## Taxonomie
Die Riesenfaultiere sind keine einheitliche taxonomische Gruppe. Mehrere Familien der Faultiere brachten große Vertreter hervor, die als Riesenfaultiere bezeichnet werden. Näheres siehe unter Systematik der Faultiere.

### Megatheriidae

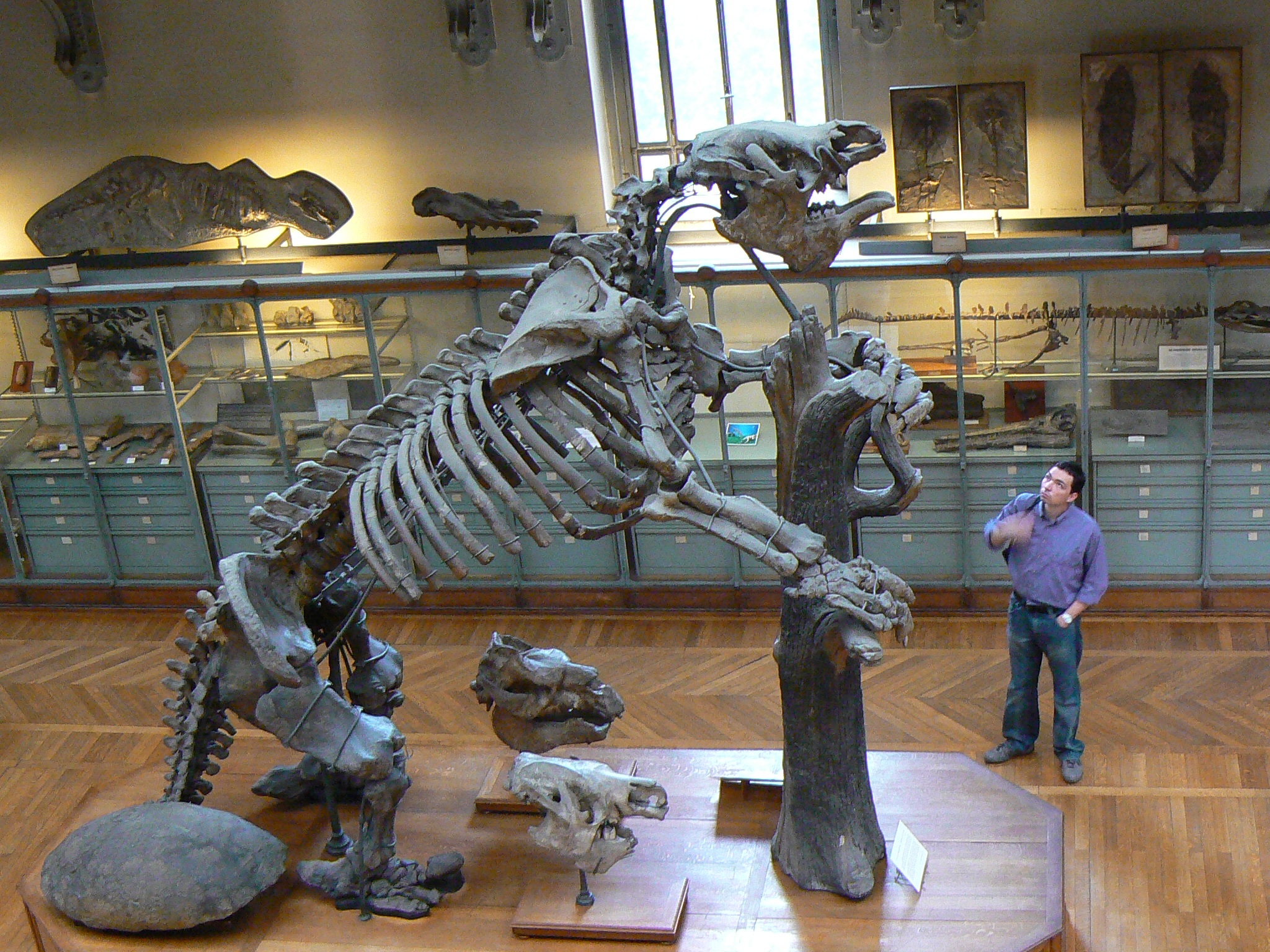
Skelett eines Megatherium americanum

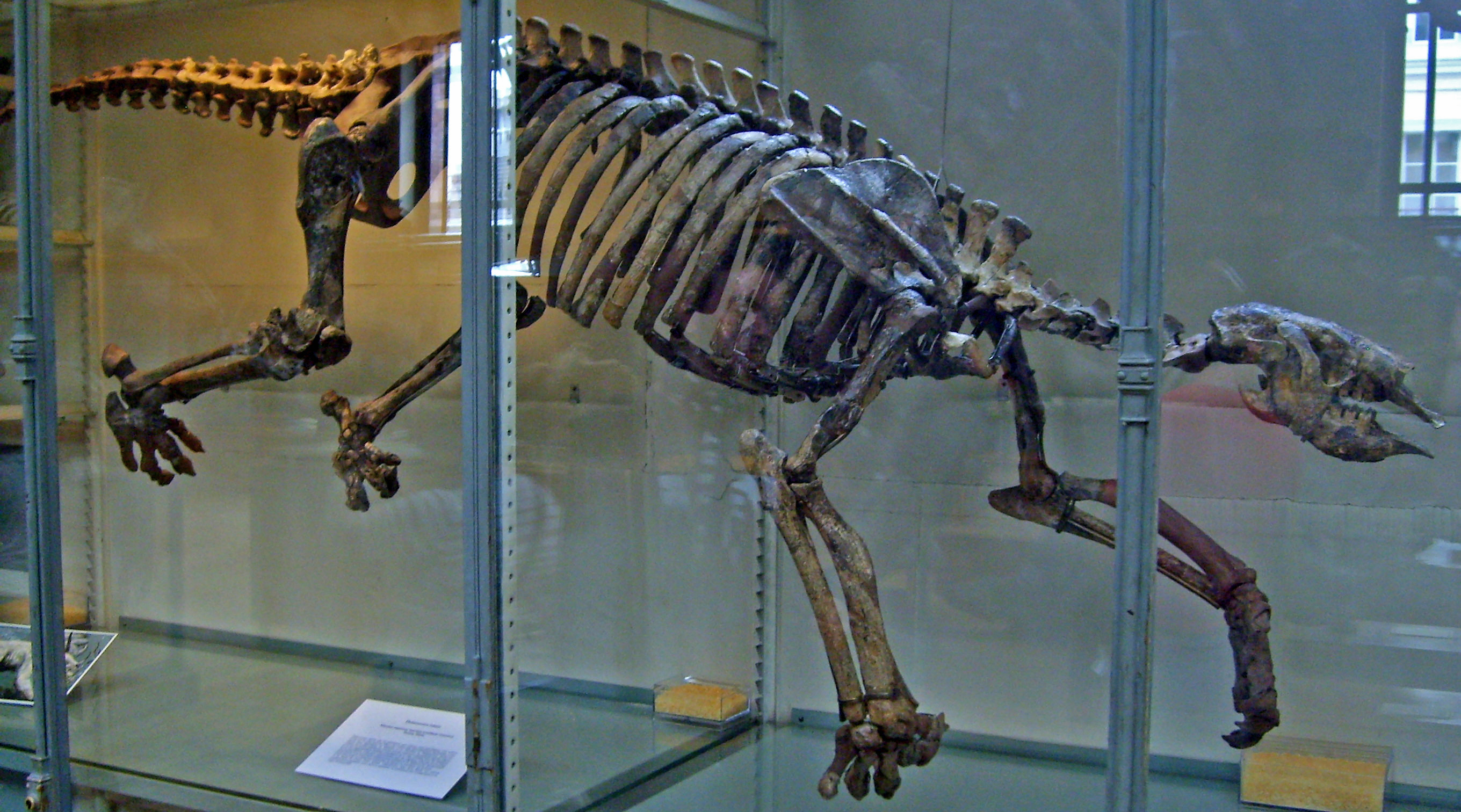
Skelett des ausgestorbenen, aquatisch lebenden Thalassocnus

Angehörige der Familie der Megatheriidae erreichten die Größe von Elefanten. Eine der größten Gattungen war Megatherium aus dem späten Pleistozän Südamerikas. Es erreichte eine Länge von sechs Metern. Etwa gleich groß war Eremotherium, das ebenfalls bis ins späte Pleistozän überlebte. Seine Überreste wurden in Florida und Südamerika gefunden. Die anderen Gattungen der Megatheriiden waren kleiner. Ein auffallendes Merkmal der entwickelten Megatheriidae ist ihr homodontes Gebiss. Verhältnismäßig ursprüngliche Gattungen der Gruppe waren beispielsweise Planops und Hapalops, die im Miozän Südamerikas lebten und noch eine den Megalonychiden vergleichbare Bezahnung besaßen (mit einem eckzahnartigen vordersten Zahn). Hapalops war etwa 1,2 Meter lang.

### Nothrotheriidae
Die Nothrotheriidae bilden eine eher formenarme Gruppe der Riesenfaultiere. Ihre bekanntesten Vertreter, Nothrotherium und Nothrotheriops, waren einander sehr ähnlich und existierten ebenfalls bis ins späte Pleistozän in Amerika, wobei Nothrotherium auf den südamerikanischen Kontinent beschränkt war und Nothrotheriops in Nordamerika lebte. Dieses war mit einem Gewicht von maximal 460 kg das kleinste der pleistozänen Riesenfaultiere Nordamerikas. Häufig wird auch Thalassocnus, der einzige semi-aquatische Angehörige der Faultiere, in diese Gruppe verwiesen.

### Megalonychidae
Zur Familie der Megalonychidae gehört unter anderem das rindergroße Megalonyx jeffersonii, dessen Überreste bereits 1796 in Kentucky gefunden wurden und das zu den am längsten bekannten Fossilformen zählt. Außerdem erreichten die Vertreter der Gattung die arktischen Bereiche Nordamerikas, womit Megalonyx die Faultierform mit der nördlichsten Verbreitung ist. Andere, ähnlich große Angehörige der Familie sind etwa Xibalbaonyx und Nohochichak aus Mittelamerika. Ältere Formen wie beispielsweise Zacatzontli waren aber durchaus kleiner. Die Megalonychidae waren sowohl in Nord- als auch in Südamerika verbreitet. Als ein charakteristisches Merkmal der Familienvertreter gelten die im Gegensatz zu anderen Faultierformen nicht eingedrehten Hände und Füße.

### Mylodontidae
Die Mylodontidae bilden eine weitere Gruppe von Riesenfaultieren. Die Gattung Mylodon erreichte eine Länge von drei Metern und die Größe eines Stiers. Die Tiere trugen ein Fell und besaßen eine mit unregelmäßig geformten Osteodermen durchsetzte Haut; beides ist teils mumifiziert erhalten. Überreste von Mylodon wurden von dem deutschen Abenteurer Hermann Eberhard 1895 in einer Höhle östlich des Nationalparks Torres del Paine in Chile gefunden. Sie lassen vermuten, dass diese Tiere vor rund 11.000 Jahren ausgestorben sind. Eine verwandte Art, Paramylodon harlani, wurde unter anderem in der La-Brea-Teergrube in Los Angeles gefunden. Der größte Vertreter der Mylodonten ist Lestodon aus der Pamparegion Südamerikas. Scelidotherium unterschied sich im Schädelbau von anderen Mylodontiden und lebte vom oberen Pliozän bis ins späte Pleistozän in Südamerika.

### Acratocnidae und Parocnidae
Die Faultiere der karibischen Inseln waren eher klein, teilweise nur mit den Ausmaßen der heutigen Baumfaultiere, und repräsentieren dadurch keine Riesenfaultiere im Sinne des Wortes. Allerdings brachten sie mit Megalocnus auch recht große Formen hervor. Ursprünglich wurden die karibischen Faultiere zu den Megalonychidae gezählt und galten als nächste Verwandte der heutigen Zweifinger-Faultiere, genetische Untersuchungen aus dem Jahr 2019 widersprachen aber dieser Auffassung. Innerhalb der Faultiere bilden sie demnach eine sehr ursprüngliche Linie.